# (73306) 2002 JD74
(73306) 2002 JD74 – planetoida z pasa głównego asteroid okrążająca Słońce w ciągu 5,54 lat w średniej odległości 3,13 j.a. Odkryta 8 maja 2002 roku.